# Wägitaler Aa
Die Wägitaler Aa ist ein rund 14 Kilometer langer Fluss im Bezirk March des Schweizer Kantons Schwyz. Sie gehört zum Einzugsgebiet des Rheins.

## Geographie

### Verlauf
Die Aa ergibt den Abfluss des Wägitalersees, eines seit 1924 auf 900 m ü. M. liegenden Stausees. Somit wird sie vom Elektrizitätswerk der Stadt Zürich und der Axpo AG für die Gewinnung von Elektrizität genutzt. Der Fluss folgt dem Wägital, das ihm seinen Namen gibt und passiert die Gemeinde Vorderthal auf 735 m ü. M.
Auf 642 m ü. M. liegt ein weiterer Stausee. Kurz darauf nimmt die Wägitaler Aa den Trepsenbach auf der rechten Seite auf. In der Ebene ist sie kanalisiert und bildet die Gemeindegrenze zwischen Galgenen und Wangen. Bei Lachen fliesst sie in den Zürichsee.

### Einzugsgebiet
Das 90,15 km² grosse Einzugsgebiet der Wägitaler Aa liegt in den Schwyzer Alpen und wird durch sie über die Limmat, die Aare und den Rhein zur Nordsee entwässert.
Es besteht zu 47,0 % aus bestockter Fläche, zu 33,9 % aus Landwirtschaftsfläche, zu 1,4 % aus Siedlungsflächen und zu 17,7 % aus unproduktiven Flächen.
Flächenverteilung
Die mittlere Höhe des Einzugsgebietes beträgt 1197,6 m ü. M., die minimale liegt bei 400 m ü. M. und die maximale bei 2250 m ü. M.

### Zuflüsse
(Zuflüsse von der Quelle bis zur Mündung mit Namen, Seite, Länge in Kilometer (km) auf eine Nachkommastelle gerundet, Grösse des Einzugsgebiets in Quadratkilometer (km²) und dem mittleren Abfluss in Kubikmeter pro Sekunde (m³/s), beide auf zwei Nachkommastellen gerundet nach dem Geoserver der Schweizer Bundesverwaltung.)
- Rustelbach (rechts), 3,5 km, 4,54 km², 0,26 m³/s
- Chratzerlibach (links), 4,1 km, 7,83 km², 0,50 m³/s
- Chollochbach (links), 2,1 km
- Helgenhüslibach (links), 3,6 km, 2,82 km²
- Oberflüebach (links), 2,1 km
- Trepsenbach (rechts), 8,7 km, 17,26 km², 1,07 m³/s
- Schwändelenbach (rechts), 2,5 km, 1,29 km²
- Bruchrietbach (links), 2,2 km, 0,72 km²
- Heidenbach (links), 1,5 km

## Hydrologie
Bei der Mündung der Wägitaler Aa in den Zürichsee beträgt ihre modellierte mittlere Abflussmenge (MQ) 5,47 m³/s. Ihr Abflussregimetyp ist nivo-pluvial préalpin und ihre Abflussvariabilität beträgt 20.